# グッバイ★ハロー
『グッバイ★ハロー 日本縦断駅伝旅』（グッバイハロー にほんじゅうだんえきでんたび）は、MXTVにて2012年4月2日から放送されている旅番組・バラエティ番組。博多華丸・大吉の華丸がナレーションを務める。

## 番組ルール
- 吉本の人気芸人が2人1組となり、都道府県の1つをピックアップして、1泊2日の旅をしていく。初回は沖縄で、徐々に北上している。
- 旅先で1泊すると別れがあり、また新しい旅のパートナーである芸人が合流する。旅のパートナーが数珠つなぎ形式でどんどん変わっていく。（1つの県は2週に渡って放送される。そのため一度出演した芸人は2県をまたいで、4週に渡って放送される）
- 毎回スタート時にスタッフからスケジュールを渡されるが、今夜宿泊する宿以外はすべて自由行動。芸人は視聴者からホームページに寄せられた地方の情報「ご当地ログ」を頼りに、旅を進めていく。「ご当地ログ」は芸人たちが持つスマートフォンに表示される。
- ご当地ログに載っている情報以外の場所に行く場合は、撮影の許可を取っていないため、芸人自ら撮影交渉を行う。
- 旅の費用は芸人のすべて自腹。
- 宿に宿泊した翌朝の「精算タイム」で「月とすっぽんサイコロ」を振り、月が出れば費用は全て番組持ち、すっぽんが出ればそのまま芸人の自腹となる。
- 芸人が費用をどちらが払うか迷った場合は「グッバイ★ハローコイン」を使って、コイントスを行う。
- 宿屋に到着すると、吉本の47都道府県住みます芸人が、お土産として現地の名産にちなんだキーホルダーを持って登場する。
- 宿屋で風呂上りに食事やお酒を口にしながら、芸人同士が仕事や将来の事について真剣に語り合うのが恒例となっている。

## 放送済みの回
| 地域   | 出演者                           |                                  |
| ------ | -------------------------------- | -------------------------------- |
| 沖縄   | 梶原雄太（キングコング）         | 菊地浩輔（チーモンチョーチュウ） |
| 鹿児島 | 菊地浩輔（チーモンチョーチュウ） | 藤原一裕（ライセンス）           |
| 宮崎   | 藤原一裕（ライセンス）           | 堤下敦（インパルス）             |
| 大分   | 堤下敦（インパルス）             | 大村朋宏（トータルテンボス）     |
| 熊本   | 大村朋宏（トータルテンボス）     | 村上健志（フルーツポンチ）       |
| 長崎   | 村上健志（フルーツポンチ）       | 安達健太郎（カナリア）           |
| 佐賀   | 安達健太郎（カナリア）           | 桜 稲垣早希                      |
| 福岡   | 桜 稲垣早希                      | 椿鬼奴                           |
| 愛媛   | 椿鬼奴                           | 土肥ポン太                       |
| 高知   | 土肥ポン太                       | 金田哲（はんにゃ）               |
| 徳島   | 金田哲（はんにゃ）               | 村上純（しずる）                 |
| 香川   | 村上純（しずる）                 | 石田明（NON STYLE）              |
| 岡山   | 石田明（NON STYLE）              | 内間政成（スリムクラブ）         |
| 広島   | 内間政成（スリムクラブ）         | 松尾駿（チョコレートプラネット） |
| 山口   | 松尾駿（チョコレートプラネット） | 川島邦裕（野性爆弾）             |
| 島根   | 川島邦裕（野性爆弾）             | 河本準一（次長課長）             |
| 鳥取   | 河本準一（次長課長）             | 清水圭                           |
| 兵庫   | 清水圭                           | あやまん監督（あやまんJAPAN）    |
| 大阪   | あやまん監督（あやまんJAPAN）    | 楽しんご                         |
| 和歌山 | 楽しんご                         | 小杉竜一（ブラックマヨネーズ）   |
| 三重   | 小杉竜一（ブラックマヨネーズ)    | 庄司智春（品川庄司）             |
| 奈良   | 庄司智春（品川庄司)              | 馬場裕之（ロバート）             |
| 京都   | 馬場裕之（ロバート)              | 斉藤慎二（ジャングルポケット）   |
| 滋賀   | 斉藤慎二（ジャングルポケット)    | 大悟（千鳥）                     |
| 福井   | 大悟（千鳥)                      | 竹若元博（バッファロー吾郎）     |

## スタッフ
- 構成：大塚博信、塩野智章、ビル坂恵
- カメラ：中川利春
- 音声：瀬理功司
- 美術協力：ALTX
- 編集：馬場泰彦（スカイアンドロード）、田村義景（スカイアンドロード）
- 演出補：池原洋平、岡本康利、遠藤玄樹
- ディレクター：中間拓郎、堀内智
- 演出：田川裕也
- 総合演出：堤本幸男
- プロデューサー：河村健一郎（スカイアンドロード）、相沢直、今滝陽介、城下拓也
- スタッフ協力：Sky&Road
- 制作協力：バックアップメディア
- 制作著作：SonyMusic、吉本興業

## DVD

### 第1シリーズ
- グッバイ★ハローDVD第1弾が、2013年1月23日発売。沖縄県から大分県までの4県の旅が収録されている。